# Álmaid hőse
Az Álmaid hőse (eredeti cím: Dream Scenario) 2023-ban bemutatott amerikai fekete filmvígjáték, amelyet Kristoffer Borgli rendezett. A főbb szerepekben Nicolas Cage, Julianne Nicholson, Michael Cera, Tim Meadows, Dylan Gelula és Dylan Baker látható.
Amerikában 2023. november 10-én, míg Magyarországon 2024. január 18-án mutatták be a mozikban.

## Cselekmény
Paul Matthews egyetemi tanár az egyik legszürkébb átlagéletet éli kiégett, fásult emberként, aki sosem jutott el odáig, hogy a régóta dédelgetett könyvét megírja és ki is adja. Mikor azonban egyszercsak feltűnik az ismerősei, diákjai, majd vadidegenek álmaiban is, véget ér a szürkeség és csakúgy a környezetéből, mint a médiából megkülönböztetett figyelem irányul az eddig csak a saját egyszerű közegében tébláboló tanárra, akinek másokhoz hasonlóan fogalma sincs, miért történik mindez. Az álmokban addig csak passzívan jelenlévő álom-Matthews egy idő után viszont erőszakossá válik, aki az álmodói életére tör, ezért aztán a kezdetben népszerű Matthews hirtelen támadások és megvetés tárgya lesz, holott ő mindvégig akaratlan résztvevője volt a személyéhez kapcsolódó fura jelenségeknek, és az abból származó kéretlen hírnévnek, aminek következményeire egyáltalán nem volt felkészülve. Kérdés van-e visszaút a korábbi nyugodt élethez?

## Szereplők
| Szerep          | Színész            | Magyar hang        |
| --------------- | ------------------ | ------------------ |
| Paul Matthews   | Nicolas Cage       | Csankó Zoltán      |
| Janet Matthews  | Julianne Nicholson | Kisfalvi Krisztina |
| Trent           | Michael Cera       | Czető Roland       |
| Brett           | Tim Meadows        | Jámbor József      |
| Molly           | Dylan Gelula       | Czető-Fritz Éva    |
| Richard         | Dylan Baker        | Epres Attila       |
| Mary            | Kate Berlant       | Illésy Éva         |
| Sophie Matthews | Lily Bird          | Kobela Kíra        |
| Hannah Matthews | Jessica Clement    | Koller Virág       |
| Andy            | David Klein        | Rékasi Szabolcs    |
| Candice         | Cara Volchoff      | Koncz-Kiss Anikó   |

### Magyar változat
- Magyar szöveg: Binder Natália, Szekeres Viktor
- Hangmérnök és szinkronrendező: Kelemen Tamás
- Vágó: Orosz Dávid
- Gyártásvezető: Molnár Melinda
- Rendezőasszisztens: Fazekas Eszter
- Produkciós vezető: Kovács Anita

A szinkront a Dream Voice Stúdió készítette el.